# Michel de La Barre

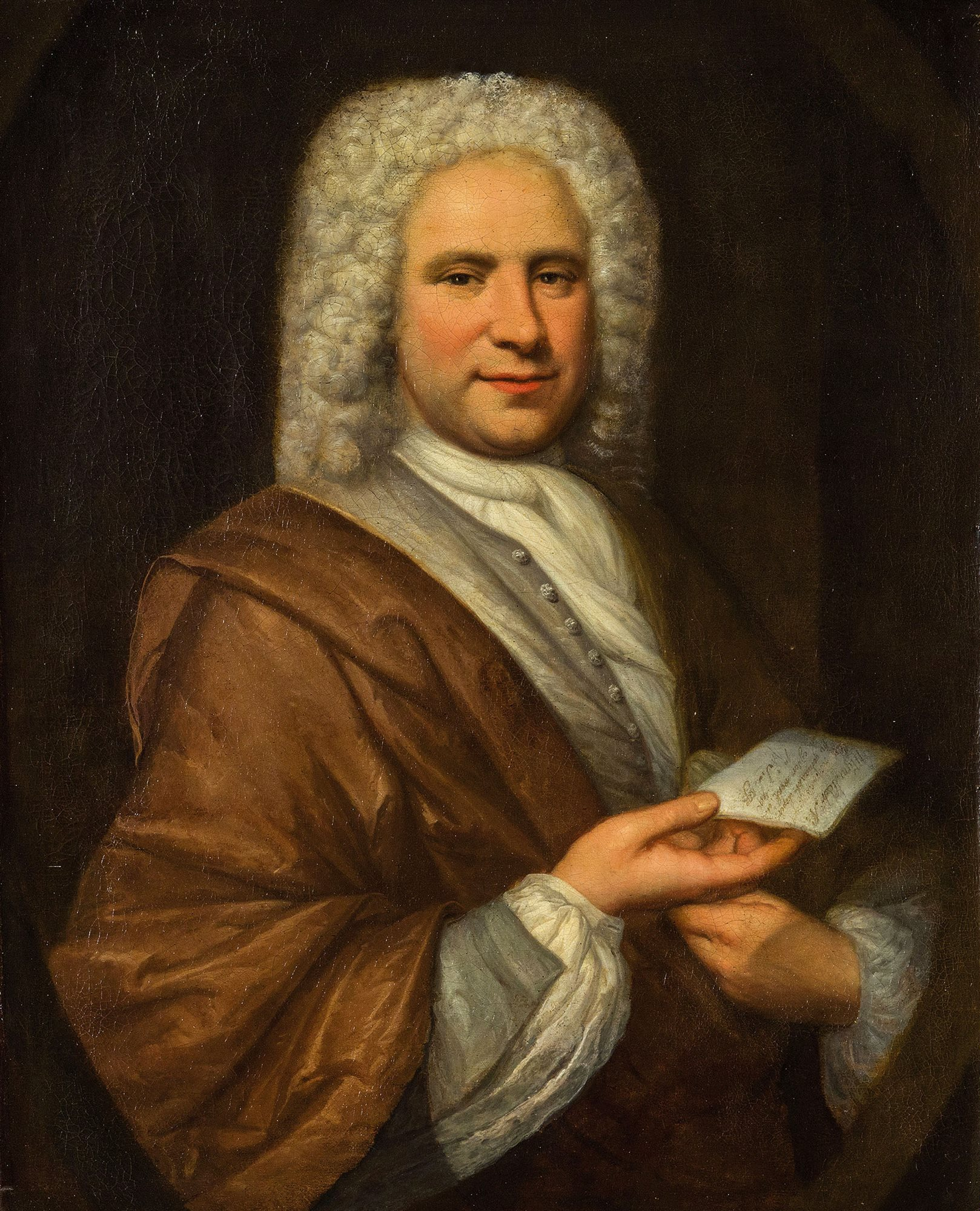
Porträt von Michel de La Barre, gemalt von Hyacinthe Rigaud

Michel de La Barre (auch Michel de Labarre, * vor 1675 in Paris; † 15. März 1745 ebenda) war ein französischer Flötist und Komponist.

## Leben
Über das Leben von Michel de La Barre sind nur wenige Details bekannt. Geboren als Sohn eines Weinhändlers, veröffentlichte er 1694 mit „Pièces en trio“ für 2 Violinen, Flöten oder Oboen und Basso continuo seine erste Komposition. Etwa seit 1695 wirkte er am Hof von Ludwig XIV. als Flötenvirtuose und bekleidete dort von 1703 bis 1730 eine offizielle Position in der Musique de l’Écurie et de la Chambre du Roi. Sein 1702 veröffentlichtes op. 4, die „Pièces pour la flûte traversière avec la basse continue“, gilt als erstes ausdrücklich für Travers- bzw. Querflöte komponiertes Solowerk überhaupt. Neben zahlreichen Instrumentalwerken komponierte er auch Lieder sowie zwei Opern („Le Triomphe des Arts“, uraufgeführt 1700 sowie „La Vénitienne“, uraufgeführt 1705).

## Werke
- 1694: Premier Livre des Trio, pour les violons, Flûtes et hautbois, par Monsieur De La Barre, Flûte de la Chambre du Roy, Paris, Christophe Ballard, 1694; Seconde Edition, revûë & corrigée [...], Paris, Christophe Ballard.
- 1700: Le triomphe des arts, opéra-ballet, 5 Akte (ohne Prolog), Libretto von Houdar de La Motte, am 16. Mai 1700 von der Académie Royale de Musique am Théâtre du Palais-Royal in Paris uraufgeführt.
- 1700: Pièces en trio pour les violons, flustes et hautbois, composées Par le sieur De La Barre, Livre Second, […], Paris, Christophe Ballard.
- 1702: Pièces pour la Flûte Traversière avec la Basse-Continue, […] Œuvre Quatrième, […], Paris, Christophe Ballard.
- 1705: La vénitienne, comédie-ballet, Prolog und drei Akte, Libretto von Houdar de La Motte, am 26. Mai 1705 von der Académie Royale de Musique at the Palais-Royal in Paris uraufgeführt
- 1707: Troisième Livre des Trio pour les violons, flûtes, et hautbois, mélez de Sonates pour la Flûte traversière, […], Paris, Christophe Ballard.
- 1709: Air dans Airs sérieux et à boire de différents auteurs […], Christophe Ballard, mars 1709 [p. 57 ; PBN Vm7 542] : « Vous me parlez toujours d’Iris ».
- 1709: Première Suitte de Pièces à deux flûtes traversières, […], Paris, Foucault.
- 1710: Deuxième Suite de Pièces à deux flûtes traversières, […], Paris, Foucault.
- 1710: Deuxième Livre de Pièces pour la flûte traversière, Avec la Basse Continuë, […], Paris, Foucault.
- 1711: Troisième Suite à deux flûtes traversières sans basse, […], Paris, Foucault.
- 1711: Quatrième [& 5e] Suite [s] à deux flûtes traversières sans basse, […], Paris, Foucault.
- 1713: Cinquième Livre contenant la Sixième, et la septième suite à deux flûtes traversières sans basse, […], Paris, Foucault.
- 1714: Sixième Livre contenant la huitième et la neuvième Suite à deux Flûtes Traversières sans basse, […], Paris, Foucault.
- 1721: Septième Livre contenant la Xe et la XIe Suitte de Pièces à 2 Flûtes-Traversieres fans Baße. […], Paris, Boivin.
- 1722: Neufième Livre contenant deux Sonates à deux flûtes traversières sans Basse. […], Paris, Boivin.
- 1722: Dixième Livre contenant 2 Suittes à deux Flûtes-Traversières sans Basse. […], Paris, Boivin.
- 1722: Huitième Livre, contenant Deux Suites pour la flûte traversière avec la basse, […], Paris, Boivin.
- 1724: Recueil d’airs à boire à deux parties…
- 1725: Douzième Livre contenant Deux Suites à deux Flûtes Traversières fans Basse. […], Paris, Boivin.